# ساحل ناجی، کوئینزلند
ساحل ناجی (به انگلیسی: Nudgee Beach) یک حومه شهر در استرالیا است که در کوئینزلند واقع شده‌است.